# Matthias von Bornstädt

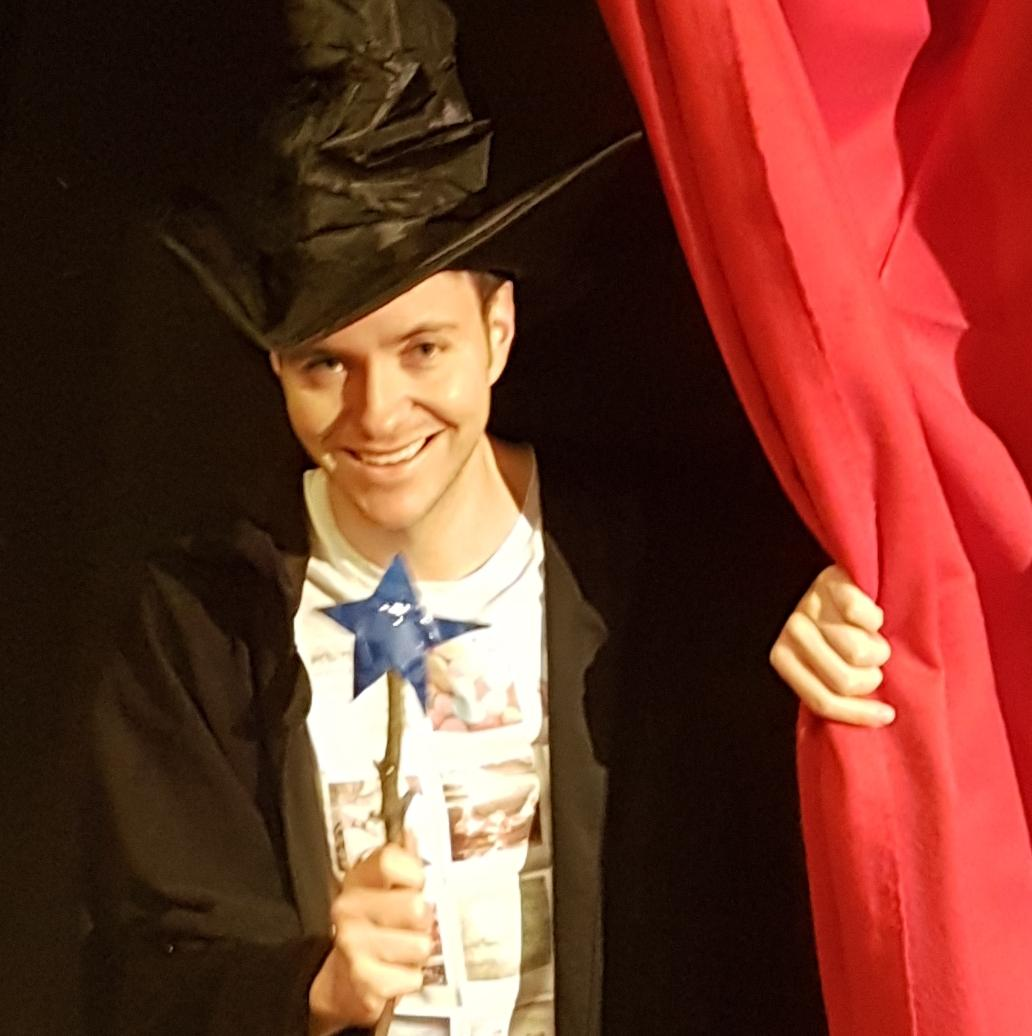
Matthias von Bornstädt live bei einer Leseshow 2018

Matthias von Bornstädt (* 24. Februar 1986 in Wernigerode) ist ein deutscher Kinderbuchautor und Arzt.

## Leben und Wirken
Bereits während der Schulzeit schrieb Matthias von Bornstädt Kurzgeschichten und Gedichte, mit denen er verschiedene Literaturwettbewerbe auf städtischer, bundesweiter und europäischer Ebene gewann.
Nach dem Abitur entwickelte sich ein Mailwechsel zwischen von Bornstädt und der Autorin Elfie Donnelly, der Erfinderin der Hörspielfiguren Benjamin Blümchen und Bibi Blocksberg. Donnelly vermittelte von Bornstädt ein Praktikum bei den Kiddinx-Studios in Berlin. Nach diesem Praktikum begann von Bornstädt ab 2007 seine Tätigkeit als freier Autor für die Kiddinx-Figuren Benjamin Blümchen, Bibi Blocksberg und Bibi und Tina und im Verlauf auch für andere etablierte Figuren wie Wickie und die starken Männer und selbst entwickelte Stoffe wie beispielsweise die Edutainmentreihe Nevio, die furchtlose Forschermaus im Arena Verlag oder die Abenteuerreihe Labyrinth der Geheimnisse bei Ravensburger, deren Setting von Bornstädts Heimatstadt Wernigerode basiert. Seine Werke umfassen unter anderem Kinderromane, Hörspiele, Hörbücher und Trickfilmdrehbücher. Seit 2017 veröffentlicht von Bornstädt bei ArsEdition Kinderromane, die auf dem Kosmos um die Drei Magier Spiele basieren.
Zu seinen Büchern veranstaltet Matthias von Bornstädt interaktive Leseshows, mit denen er bundesweit auf Tournee geht.
Parallel studierte er Medizin an der Berliner Charité und promovierte 2019 zum Thema „Einteilung und Verlauf neu aufgetretener epileptischer Anfälle und Epilepsien“. Der erste Edutainmenttitel zum Thema Medizin für Kinder, den von Bornstädt als Arzt schrieb, ist das Sachbuch Guck mal – Mein Körper im Carlsen Verlag (2018).

## Werke (Auswahl)
- Bibi Blocksberg. Der geheimnisvolle Hexenbrief. Egmont Schneiderbuch, Köln 2009.
- Bibi Blocksberg. Im Tal der wilden Hexen. Egmont Schneiderbuch, Köln 2010.
- Bibi Blocksberg. Das Versteck am See. Egmont Schneiderbuch, Köln 2010.
- Bibi Blocksberg. Bibi und das Drachenbaby. Klett Lerntraining, Stuttgart 2011.
- Wickie und die starken Männer. Das große Hicksen. Klett Lerntraining, Stuttgart 2011.
- Wickie und die starken Männer. Affentheater an Bord. Klett Lerntraining, Stuttgart 2011.
- Wickie und die starken Männer. Wickie wird entführt. Klett Lerntraining, Stuttgart 2011.
- Labyrinth der Geheimnisse. Achterbahn ins Abenteuer. Ravensburger Buchverlag, Ravensburg 2013.
- Labyrinth der Geheimnisse. Das Gruselkabinett der Gräfin. Ravensburger Buchverlag, Ravensburg 2013.
- Labyrinth der Geheimnisse. Lauschangriff im Lehrerzimmer. Ravensburger Buchverlag, Ravensburg 2013.
- Labyrinth der Geheimnisse. Das Spektakel des Schreckens. Ravensburger Buchverlag, Ravensburg 2013.
- Nevio, die furchtlose Forschermaus. Warum eine Rakete fliegt, ein Schiff schwimmt und ein Auto fährt. Arena, Würzburg 2014.
- Nevio, die furchtlose Forschermaus. Wie die Feuerwehr einen Brand löscht, Menschen rettet und die Umwelt schützt. Arena, Würzburg 2015.
- Nevio, die furchtlose Forschermaus. Warum es Tag und Nacht wird, die Sonne scheint und der Mond um die Erde wandert. Arena, Würzburg 2016.
- Bibi und Tina. Gefährliche Schatzsuche. Klett Lerntraining, Stuttgart 2016.
- Bibi und Tina. Pferde-Abenteuer am Meer. Klett Lerntraining, Stuttgart 2016.
- Zoo der Zaubertiere. Das verrückte Affentaxi. Klett Lerntraining, Stuttgart 2017.
- Zoo der Zaubertiere. Vier Freunde und ein Geheimnis. Klett Lerntraining, Stuttgart 2017.
- Die drei Magier. Das magische Labyrinth. Ars Edition, München 2017. ISBN 978-3-8458-1673-9
- Die drei Magier. Geheimnis im Geisterwald. Ars Edition, München 2017. ISBN 978-3-8458-1674-6
- Die drei Magier. Das gestohlene Drachenfeuer. Ars Edition, München 2018. ISBN 978-3-8458-1675-3
- Die drei Magier. Die schwarze Höhle. Ars Edition, München 2018. ISBN 978-3-8458-1676-0
- Guck mal. Mein Körper. Carlsen, Hamburg 2018.
- Einteilung und Verlauf neu aufgetretener epileptischer Anfälle und Epilepsien. Medizinische Bibliothek der Charité – Universitätsmedizin, Berlin 2019. (Dissertation)